# Honorivka, Volociîsk
Honorivka (în ucraineană Гонорівка) este un sat în comuna Reabiivka din raionul Volociîsk, regiunea Hmelnîțkîi, Ucraina.

## Demografie
Componența lingvistică a localității Honorivka
     Ucraineană (100%)
Conform recensământului din 2001, toată populația localității Honorivka era vorbitoare de ucraineană (100%).